# Gare de Lunas
Gare de Lunas vasútállomás Franciaországban, Lunas településen.

## Vasútvonalak
Az állomást az alábbi vasútvonalak érintik:
- Béziers-Neussargues-vasútvonal

## Kapcsolódó állomások
A vasútállomáshoz az alábbi állomások vannak a legközelebb:
- Gare du Bousquet-d'Orb
- Gare des Cabrils